# Vicia pinetorum
Vicia pinetorum är en ärtväxtart som beskrevs av Pierre Edmond Boissier och Wilhelm von Spruner. Vicia pinetorum ingår i släktet vickrar, och familjen ärtväxter. Inga underarter finns listade i Catalogue of Life.